# Mokrzyca (Żarowo)
Mokrzyca – część wsi Żarowo w Polsce, położona w województwie zachodniopomorskim, w powiecie stargardzkim, w gminie Stargard. Wchodzi w skład sołectwa Żarowo.
W latach 1975–1998 Mokrzyca administracyjnie należała do województwa szczecińskiego.